# Sisters (Verein)
Sisters – für den Ausstieg aus der Prostitution! e. V., kurz SISTERS e. V., ist ein gemeinnütziger Verein. Die nichtstaatliche Organisation setzt sich für den Ausstieg aus der Prostitution ein. Sie hat ihren Sitz in Stuttgart.

## Geschichte und Ziele des Vereins
Der Verein wurde 2015 von der Stuttgarter Sozialarbeiterin Sabine Constabel zusammen mit der damaligen Vorsitzenden der SPD Baden-Württemberg Leni Breymaier und anderen Frauen gegründet. Auch die ehemalige Prostituierte Huschke Mau und die emeritierte Professorin für Frauen- und Geschlechterfragen an der Evangelischen Hochschule in Ludwigsburg Monika Barz waren im Verein aktiv. 2017 hatte der Verein nach einem Bericht der Zeitschrift Emma 232 Mitglieder.
Der bundesweit tätige Verein hilft vor allem solchen Mädchen und Frauen beim Ausstieg, die sich gegen ihren Willen prostituieren; dies sind meist Ausländerinnen, die in der Zwangs- und Armutsprostitution gefangen sind. Er gewährt betroffenen Frauen finanzielle Unterstützung, etwa um eine Bleibe für den Übergang zu erhalten, betreibt Öffentlichkeitsarbeit und informiert darüber, was es seiner Ansicht nach für Frauen bedeutet, sich prostituieren zu müssen. Der Verein fordert strengere Gesetze gegen Zuhälter und Menschenhändler und ist seit 2018 Mitglied des Interessenverbandes CAP international (Coalition for the Abolition of Prostitution).

## Kontroversen
Der Verein sieht sich Vorwürfen ausgesetzt, transfeindlich und antifeministisch zu sein. 2022 protestierte eine Gruppe namens Sex Worker Action Group gegen eine Veranstaltungsreihe der Berliner Ortsgruppe von Sisters und forderte den Veranstaltungsort „Nachbarschaftshaus Urbanstraße e. V.“ zur Absage auf. Ihrer Auffassung nach handelte es sich bei den dort Vortragenden um „selbsterklärte ‚Prostitutionsgegner_innen‘, einschließlich christlicher Fundamentalist_innen, Rassist_innen und Transfeinde“, die „über Sexarbeitende hinweg sprechen und für weitere Kriminalisierungen von Sexarbeit werben“. Die Veranstaltung fand an einem anderen Ort statt. Der Fachschaftsrat Sozialwissenschaften der Ruhr-Universität Bochum sagte im April 2023 den geplanten Vortrag einer ehemaligen Prostituierten von Sisters kurzfristig ab und verwies in seiner Begründung darauf, sich „profeministisch“ zu verstehen und sich „seit jeher gegen Rassismus und Transfeindlichkeit“ zu positionieren.

## Auszeichnung
- 2018: Barbara-Künkelin-Preis der Stadt Schorndorf für Sabine Constabel und Sisters e. V.[1][14]